# Seleção Ucraniana de Basquetebol
A Seleção Ucraniana de Basquetebol é a equipe que representa a Ucrânia em competições internacionais. É gerida pela Federação Ucraniana de Basquetebol com sede em Kiev e filiada à Federação Internacional de Basquetebol desde 1992 após a dissolução da União Soviética.
Sua melhor participação no Campeonato Europeu se deu em 2013 na Eslovénia quando alcançaram a sexta posição e se credenciaram para participar da Copa do Mundo FIBA 2014 na Espanha.